# Achadinha de Baixo
Achadinha de Baixo (de Achada e -inha que significa pequeño, criollo caboverdiano, ALUPEC o ALUPEK: Axtadinha du Baxu) es un barrio de la ciudad de Praia.

## Geografía
Está limitado por el sur con el barrio Craveiro Lopes, por el este con el de Fazenda, por el este por el de Eugenio Lima y por el norte con una ribeira que le separa del barrio de Calabaceira.
Es un barrio construido sin ningún tipo de ordenamiento, en cuyas calles apenas existen ningún tipo de pavimento ya sea asfalto o empedrado. 

## Clubes deportivos
Existen dos equipos de fútbol que representan al barrio, Celtic y Varanda.